# 第26普通科連隊
第26普通科連隊（だいにじゅうろくふつうかれんたい、JGSDF 26th Infantry Regiment）は、陸上自衛隊留萌駐屯地（北海道留萌市）に駐屯する第2師団隷下の普通科連隊である。

## 概要
連隊長は、1等陸佐（二）をもって充てられ、留萌駐屯地司令を兼務する。連隊本部、本部管理中隊、4個普通科中隊および重迫撃砲中隊により編成され、第4普通科中隊のみ旭川駐屯地に駐屯する。
警備担任区域は留萌振興局と幌延町の1市7町1村である。

## 沿革
第3連隊第3大隊
- 1953年（昭和28年）11月20日：普通科第3連隊第3大隊が名寄駐屯地から留萌駐屯地に移駐。

第3普通科連隊第3大隊
- 1954年（昭和29年）7月1日：第3連隊第3大隊が第3普通科連隊第3大隊に称号変更。

第10普通科連隊第1大隊
- 1954年（昭和29年）7月26日：第3普通科連隊第3大隊が第10普通科連隊第1大隊に改称。

第26普通科連隊
- 1962年（昭和37年）1月18日：第2管区隊の第2師団への改編に伴い、第10普通科連隊第1大隊を基幹として第26普通科連隊が留萌駐屯地において編成完結。
- 1988年（昭和63年）3月25日：第2師団の近代化改編により、自動車化連隊に改編。
- 1995年（平成07年）3月28日：部隊改編。

1. 廃止された第2対戦車隊の一部の要員および装備により対戦車中隊を新編。
2. 60式自走81mm迫撃砲、60式自走107mm迫撃砲を81mm迫撃砲 L16、120mm迫撃砲 RTに換装。
3. コア化編成であった第4普通科中隊を廃止し、第9普通科連隊廃止に伴う処置により旭川駐屯地において再編成。
4. 連隊本部に教育隊を編成。

- 2001年（平成13年）9月：FTC訓練に初参加、陣地突入に関してFTC発足後における突入成功（初）の快挙達成（主力は第4普通科中隊、元第9普通科連隊出身者で参加者の主力を構成）。
- 2008年（平成20年）3月26日：後方支援体制変換に伴い、整備部門を第2後方支援連隊第2整備大隊第3普通科直接支援中隊へ移管。
- 2011年（平成23年）4月22日：対戦車中隊を廃止｡
- 2016年（平成28年）3月28日：本部管理中隊に対舟艇対戦車小隊を編成完結し中距離多目的誘導弾システムを導入｡
- 2022年（令和04年）3月17日：第1普通科中隊が軽装甲機動車化中隊に改編[2]。

## 部隊編成
- 第26普通科連隊本部
- 本部管理中隊「26普-本」
  - 中隊本部
  - 連隊本部班：82式指揮通信車
  - 対舟艇対戦車小隊：中距離多目的誘導弾システム
  - 情報小隊：軽装甲機動車、偵察用オートバイ
  - 施設作業小隊：小型ドーザ、資材運搬車
  - 通信小隊
  - 補給小隊：3 1/2tトラック
  - 衛生小隊：1トン半救急車
- 第1普通科中隊「26普-1」：軽装甲機動車、01式軽対戦車誘導弾、81mm迫撃砲 L16
- 第2普通科中隊「26普-2」：高機動車、01式軽対戦車誘導弾、81mm迫撃砲 L16
- 第3普通科中隊「26普-3」：高機動車、01式軽対戦車誘導弾、81mm迫撃砲 L16
- 第4普通科中隊「26普-4」（旭川駐屯地）：高機動車、01式軽対戦車誘導弾、81mm迫撃砲 L16　※廃止された第9普通科連隊の隊員を母体に構成。
- 重迫撃砲中隊「26普-重」：120mm迫撃砲 RT
- 教育隊（教育専任中隊であった第4普通科中隊が旭川駐屯地に移駐したため連隊本部直轄部隊として1995年（平成7年）に編成。隊長および運用訓練幹部は連隊本部要員。それ以外は各部隊からの差し出し要員で構成。細部は教育隊の項を参照）

## 整備支援部隊
- 第2後方支援連隊第2整備大隊第3普通科直接支援中隊「2後支-2整-3」（留萌駐屯地・旭川駐屯地）：2008年（平成20年）3月26日から

## 主要幹部
| 官職名                             | 階級    | 氏名     | 補職発令日     | 前職                       |
| ---------------------------------- | ------- | -------- | -------------- | -------------------------- |
| 第26普通科連隊長 兼 留萌駐屯地司令 | 1等陸佐 | 小川隆宏 | 2023年03月13日 | 陸上自衛隊小平学校総務部長 |

| 代 | 氏名       | 在職期間                        | 前職                                  | 後職                                                      |
| -- | ---------- | ------------------------------- | ------------------------------------- | --------------------------------------------------------- |
| 01 | 山浦碩人   | 1962年01月18日 - 1964年03月15日 | 第10普通科連隊付                      | 東部方面総監部付                                          |
| 02 | 大野垣博夫 | 1964年03月16日 - 1966年03月15日 | 陸上自衛隊幹部学校研究員              | 陸上幕僚監部幕僚庶務室研究班長                            |
| 03 | 池田壮八   | 1966年03月16日 - 1968年03月15日 | 第1普通科連隊副連隊長                 | 陸上自衛隊富士学校 普通科教育部副部長 兼 同校同部教務課長 |
| 04 | 高橋功     | 1968年03月16日 - 1970年07月15日 | 陸上幕僚監部総務課人事班長            | 中部方面総監部厚生課長                                    |
| 05 | 井上弘     | 1970年07月16日 - 1972年07月16日 | 北部方面総監部第3部勤務               | 東北方面総監部第2部長                                     |
| 06 | 近藤正     | 1972年07月17日 - 1974年07月15日 | 陸上自衛隊調査学校勤務                | 陸上自衛隊幹部候補生学校学生隊長                          |
| 07 | 北村宣次   | 1974年07月16日 - 1976年08月01日 | 第1陸曹教育隊長                       | 東北方面総監部総務課長                                    |
| 08 | 河口治俊   | 1976年08月02日 - 1978年07月31日 | 北部方面総監部第2部勤務               | 檜町警備隊長                                              |
| 09 | 人見五郎   | 1978年08月01日 - 1980年03月16日 | 東部方面総監部防衛部訓練課長          | 東北方面総監部防衛部長                                    |
| 10 | 近藤一視   | 1980年03月17日 - 1982年03月15日 | 統合幕僚学校学校教官                  | 陸上自衛隊幹部学校学校教官                                |
| 11 | 笠松徹三   | 1982年03月16日 - 1984年03月15日 | 陸上自衛隊冬季戦技教育隊長            | 北部方面総監部人事部勤務                                  |
| 12 | 小野田優   | 1984年03月16日 - 1986年03月16日 | 陸上自衛隊幹部学校学校教官            | 北部方面総監部総務部法務課長                              |
| 13 | 古川浩     | 1986年03月17日 - 1988年07月06日 | 陸上自衛隊富士学校学校教官            | 陸上幕僚監部防衛部運用課長                                |
| 14 | 山岸征洋   | 1988年07月07日 - 1991年03月15日 | 陸上幕僚監部調査部調査第1課 保全班長  | 自衛隊旭川地方連絡部長                                    |
| 15 | 佐藤哲     | 1991年03月16日 - 1993年06月30日 | 陸上幕僚監部防衛部研究課 総括班長     | 陸上幕僚監部教育訓練部訓練課長                            |
| 16 | 中原勇     | 1993年07月01日 - 1995年06月29日 | 北部方面総監部防衛部防衛課長          | 西部方面総監部人事部長                                    |
| 17 | 廣瀬誠     | 1995年06月30日 - 1997年03月25日 | 陸上幕僚監部人事部人事計画課 企画班長 | 陸上幕僚監部防衛部運用課長                                |
| 18 | 上村邁     | 1997年03月26日 - 1999年03月28日 | 陸上幕僚監部防衛部運用課 運用第2班長  | 中部方面総監部人事部長                                    |
| 19 | 寺崎芳治   | 1999年03月29日 - 2001年03月26日 | 陸上幕僚監部監理部会計課 予算班長     | 陸上幕僚監部監理部総務課 庶務室長                         |
| 20 | 南安広     | 2001年03月27日 - 2003年03月26日 | 陸上幕僚監部防衛部防衛課 防衛調整官   | 中部方面総監部防衛部長                                    |
| 21 | 小田幸昌   | 2003年03月27日 - 2005年07月31日 | 中部方面総監部人事部人事課長          | 中部方面情報保全隊長                                      |
| 22 | 荒関均     | 2005年08月01日 - 2008年03月31日 | 北部方面総監部装備部後方運用課長      | 東北方面後方支援隊副隊長                                  |
| 23 | 徳田俊彦   | 2008年04月01日 - 2010年03月28日 | 中部方面総監部人事部人事課長          | 第12旅団司令部幕僚長                                      |
| 24 | 平野剛     | 2010年03月29日 - 2012年03月29日 | 陸上自衛隊研究本部研究員              | 陸上自衛隊研究本部主任研究開発官                          |
| 25 | 山内克己   | 2012年03月30日 - 2014年03月22日 | 情報本部勤務                          | 陸上幕僚監部運用支援・情報部付                            |
| 26 | 宮嵜浩一   | 2014年03月23日 - 2016年07月31日 | 第6師団司令部第3部長                  | 中央即応集団司令部幕僚副長                                |
| 27 | 西田健     | 2016年08月01日 - 2019年03月22日 | 第15旅団司令部第3部長                 | 西部方面指揮所訓練支援隊長                                |
| 28 | 吉川德等   | 2019年03月23日 - 2020年08月24日 | 陸上幕僚監部防衛部防衛課防衛班長      | 統合幕僚監部運用部運用第2課長                             |
| 29 | 髙橋誠     | 2020年08月25日 - 2023年03月12日 | 第3師団司令部第3部長                  | 陸上自衛隊教育訓練研究本部 訓練評価調整官                 |
| 30 | 小川隆宏   | 2023年03月13日 -                | 陸上自衛隊小平学校総務部長            |                                                           |

## 主要装備
- 96式装輪装甲車
- 軽装甲機動車
- 高機動車
- 1/2tトラック / 73式小型トラック
- 1 1/2tトラック / 73式中型トラック
- 3 1/2tトラック / 73式大型トラック
- 89式5.56mm小銃
- 5.56mm機関銃MINIMI
- 84mm無反動砲
- 中距離多目的誘導弾
- 01式軽対戦車誘導弾
- 81mm迫撃砲 L16
- 120mm迫撃砲 RT

## 警備隊区
留萌振興局と幌延町の1市7町1村

## 廃止部隊
- 2011年（平成23年）4月22日廃止
  - 第26普通科連隊対戦車中隊「26普-対戦」（留萌駐屯地）：